# 1984 au Liban
Chronologie du Liban
- 1980
- 1981
- 1982
- 1983
- 1984
- 1985
- 1986
- 1987
- 1988

Cet article présente les faits marquants de l'année 1984 au Liban ou concernant ce pays.

## Évènements
- 2 février, guerre du Liban : début de la « bataille de Beyrouth »[1]. Après le bombardement de la banlieue sud par les soldats de l’armée libanaise, le 6 février, la sixième brigade (chiite) fait sécession pour rejoindre le mouvement Amal. Du 6 au 15 février, la milice chiite Amal et le PSP (druzes) prennent le contrôle de Beyrouth-Ouest, éliminant les dernières milices sunnites[2].
- 8 février-31 mars : les contingents britannique (8 février), italien (19 février), américain (25 février), et français (31 mars) de la Force multinationale évacuent du Liban, laissant libre l’action guerrière des milices dans Beyrouth[1].
- 5 mars : Amine Gemayel dénonce l’accord israélo-libanais du 17 mai 1983 et rompt les relations avec Israël[3].
- 12-21 mars : deuxième session de la conférence de réconciliation nationale libanaise à Lausanne[4].
- 16 mars : William Buckley, chef de la CIA à Beyrouth, est enlevé par le Jihad islamique. Peu après, ses informateurs sont assassinés[3].
- 30 avril : Rachid Karamé forme un gouvernement d’union nationale au Liban[4].

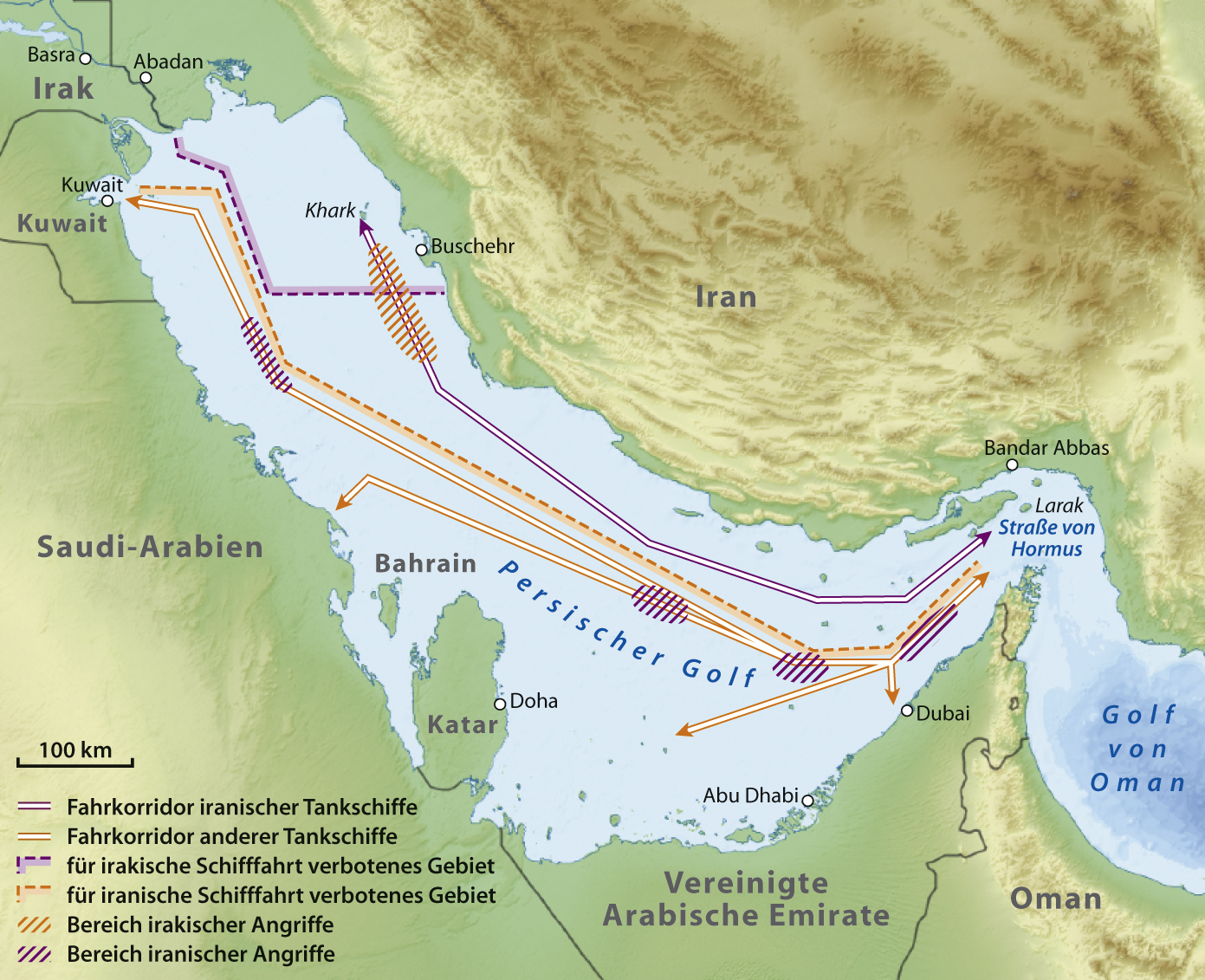
Début de la « guerre des pétroliers ».

## Cinéma
- Leila et les Loups (en arabe :  ليلى والذئاب, Layla wa z-zi'ab[5]), long-métrage de fiction sorti en 1984, de la réalisatrice libanaise Heiny Srour[6]. Film féministe et anticolonial[7], Leila et les Loups a remporté le Grand Prix de la compétition Tiers-Monde au Festival international du film de Mannheim-Heidelberg[6].

## Sport
- L'équipe olympique du Liban  a participé  aux Jeux olympiques d'hiver de 1984 à Sarajevo en Yougoslavie. Elle prit part aux Jeux olympiques d'hiver pour la dixième fois de son histoire et son équipe formée de quatre athlètes ne remporta pas de médaille.